# 外薗昌也
外薗 昌也（ほかぞの まさや、 1961年2月16日 - ）は、日本の男性漫画家、漫画原作者。鹿児島出身。
息子に漫画プロデューサーの外園史明がいる。

## 来歴
鹿児島県肝属郡高山町（現肝付町の一部）に生まれて、曽於郡志布志町（現志布志市の一部）、鹿屋市と転居し、高校生の時に宮崎県へ移る。1980年、19歳の時に投稿した「鏡四郎! 鏡四郎! 」で第1回月刊少年チャンピオンニューまんが賞ギャグ部門の佳作を受賞。同作品が『月刊少年チャンピオン』(秋田書店)1980年12月号に掲載されデビュー。当時は、草冠のない外園 昌也名義だった。以降は主にSF漫画やホラー漫画を描く。
1990年代半ば頃から『月刊アフタヌーン』『モーニング』（いずれも講談社）で作品を発表。ラブコメディ作品として書いた原作に基づく「ガールフレンド」は、2003年に『ヤングジャンプ増刊』（集英社）に掲載され、『ヤングジャンプ』(同)で不定期連載となった。
代表作は『犬神』。2012年には文章による実話怪談本『赤異本』（竹書房文庫）を刊行、漫画元気発動計画による電子書籍漫画映像Domix作品として『見上げる子』（原作・黒史郎、音楽・カールマイヤー）を発表。2014年には『赤異本』の舞台化も発表された。

## 作品リスト
- 鏡四郎! 鏡四郎!（『週刊少年チャンピオン』掲載分）
- 鏡四郎がゆく（『月刊少年チャンピオン』掲載分・原題は「鏡四郎! 鏡四郎!」）
- Silent runner　全1巻
- ラグナ年代記シリーズ
  - ラグナ通信 全1巻, 1983 東京三世社
  - ラグナ戦記　全1巻, 1985 白泉社
  - 青の時代　全1巻, 1985 白泉社
  - 雨の法則　全1巻, 1986 白泉社
  - やさしい機械　全1巻, 1988 新書館
  - ラグナ通信 全1巻, 2002 大都社 (「今夜は音楽祭です」と「ナサニエル月へ行く」以外、内容は1983版と異なります）
- 最後の竜に捧げる歌（原作：手塚一郎）
- V・O・I・C・E
- エンヴリオン　全3巻
- 聖なる侵入　全2巻
- ギア・アンティーク - コミック版　全2巻
- ワイズマン　全4巻
- Dr.モードリッド　全1巻
- 犬神 　全14巻
- 琉伽といた夏　全4巻
- エマージング　単行本全2巻、電子書籍全3巻
- わたしはあい 　全3巻
- ガールフレンド（作画：別天荒人）　全5巻
- 明日泥棒（漫画：別天荒人）　全4巻
- カグツチ（シリーズ構成担当、原作・監修：石黒耀、漫画：正吉良カラク）　全2巻
- 赤い妹　全1巻
- 異能怪談シリーズ （作画：高港基資）
  - 赤異本
  - 黒異本
  - 白異本　全3巻
  - 闇異本
- インソムニア（『電撃コミックジャパン』連載）
- 天審 〜WORLD WAR ANGEL〜（作画：久世蘭、『月刊少年ライバル』）
- 鞍馬天狗（原作：大佛次郎）　全1巻
- 見上げる子（原作：黒史郎）
- 脳男（原作：首藤瓜於）
- 蟲姫（漫画：里見有）全3巻
  - 蟲姫2 蛭子（作画：里見有、『COMIC OGYAAA!!』2024年9月27日[3] - ）既刊1巻
- 鬼畜島
  - 臓物島　全4巻
  - 恋する鬼畜島 全2巻
  - 夢見る鬼畜島
- 幕末狂想曲RYOMA　全3巻
- 殺戮モルフ（作画：小池ノクト、『ヤングチャンピオン』2017年No.5 - 2019年No.5、第1部完）　全4巻
- パンプキンナイト（作画：谷口世磨）
- 死のゲーム（作画：pikomaro）　全1巻
- 鬼畜アベンジャーズ
- 行け!自衛隊犬・金剛丸!（『MAMOR』2012年4月号 - 2012年7月号） - 防衛省広報誌に掲載。東日本大震災に出動した警備犬の活動を描いた。全4話（1話は8ページ、2話から4話は各5ページ）。
- アミとクロコの百物語（監修担当。原案：アミ、漫画：鯛夢、『LINEマンガ』2019年 - 2020年）
- 犬神Re（作画：志水アキ、『LINEマンガ』2020年 - ）- 『犬神』のリメイク。既刊3巻。

## メディア化作品
- 『見上げる子』漫画元気発動計画による漫画映像Domix。音楽はカールマイヤー。
- 『Dr.モードリッド』漫画元気発動計画による漫画映像Domix。声は彦次克哉。演出は樹崎聖。音楽はcellzcellar（kilk records）。
- 『赤異本』実際のお寺の中で演じた舞台劇（池袋・仙行寺、主催：た組。、わをん企画）[4]
- 鬼畜島スピンオフアニメ『カオルの大切なモノ』（BS日テレ）。1分間アニメとして4シーズン放送。

## 特徴
初期の作品では師弟関係にある「藤原カムイ」の名前が見受けられる（藤原カムイは『雷火』『ドラゴンクエスト列伝 ロトの紋章』の作者）。また、この頃の作品には昔のおとぎ話のような、ファンタジー系の漫画が多い。主に「ラグナ」という架空の世界を舞台にした人間ドラマが繰り広げられる。この時期は宮沢賢治に傾倒していた時期でもあり、作品名やあとがきには宮沢賢治を題材にしたものが多く見られる。
その後、『聖なる侵入』では旧約聖書の「マリアの処女懐胎」を題材に漫画を発行するが、あとがきにもあるように宗教団体からの圧力もあったためか2巻の発刊のみに終わっている（これは藤原カムイの『旧約聖書』も同じであり、こちらも2巻で事実上途中で終了している）。
後半、『犬神』で大きく画風が変わり、最近の流れとなる。『琉伽といた夏』では各副題にSF小説の題名を使うなど、SFに対する思い入れもあると感じられる（ロバート・A・ハインライン『夏への扉』、牧野修『MOUSE』等々）。

## 家族・親族
息子は漫画プロデューサーの外園史明。娘は『カオルの大切なモノ』での脚本・作画を担当しているミジンコ。

## アシスタント
- 上田敦夫